# Joe Cheng
Joseph Cheng ou Joe Cheng (chinois : 鄭元暢) est né le 19 juin 1982, est un acteur taïwanais, chanteur et mannequin. Il est surtout connu pour son interprétation dans le drama "It started with a Kiss", en compagnie de Ariel Lin (林依晨).

## Filmographie

### Télévision et Film
- The Rose (薔薇之戀) (2003)
- Dance With Michael (米迦勒之舞) (2003)
- Nine-Ball (撞球小子) (2004)
- Magic Ring (愛情魔戒) (2004)
- It Started With a Kiss (惡作劇之吻) (2005)
- Di Yi Tong Jin (第一桶金) (2006)
- Geng Zi Feng Yun (庚子風雲) (2006)
- Summer X Summer (熱情仲夏) (2007)
- They Kiss Again (惡作劇2吻) (2007)
- Love or Bread (我的億萬麵包) (2008)

### Participation dans les vidéoclips
- Bu Chao Bu Nao (不吵不鬧)- Landy 溫嵐
- Ji Ta Shou (吉他手)- 陳綺貞
- Gift - Jacky Cheung
- Leaf/Ye Zi - A Sun
- E Zuo Ju (It Started With a Kiss OST) - Wang Lan Yin

### Sources
- (en) Cet article est partiellement ou en totalité issu de l’article de Wikipédia en anglais intitulé « Joe Cheng » (voir la liste des auteurs).